# Dinamarca nos Jogos Olímpicos de Verão de 1912
A Dinamarca nos Jogos Olímpicos de Verão de 1908 em Londres, no Reino Unido participou representada por 152 atletas que participaram de 45 eventos em 13 modalidades esportivas diferentes. Conquistou uma medalha de ouro, seis medalhas de prata e cinco de bronze, somando doze medalhas no total.

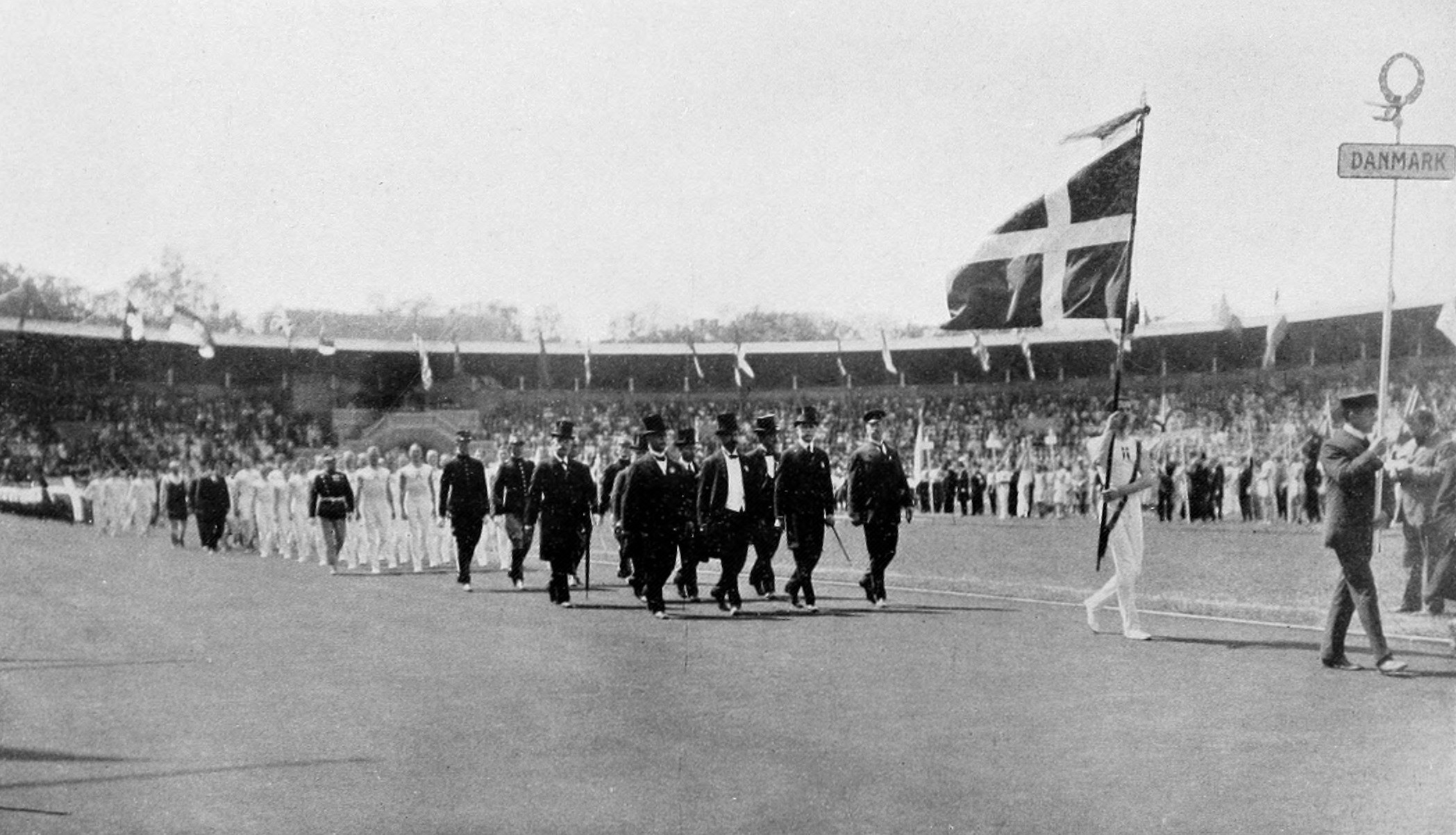
Time da Dinamarca na cerimônia de abertura dos jogos.

## Medalhistas

### Ouro
- Ejler Allert, Jørgen Hansen, Carl Møller, Carl Pedersen e Poul Hartmann — Remo.

### Prata
- Ivan Joseph Martin Osiier — Esgrima
- Seleção Nacional — Futebol
- Dinamarca (Sistema sueco) — Ginástica
- Steen Herschend, Sven Thomsen e Hans Meulengracht-Madsen — Vela
- Lars Madsen — Tiro
- Sofie Castenschiold — Tenis

### Bronze
- Men's Team, free system — Ginástica
- Erik Bisgaard, Rasmus Frandsen, Mikael Simonsen, Poul Thymann e Ejgil Clemmensen — Remo
- Niels Larsen — Tiro
- Ole Olsen, Lars Madsen, Niels Larsen, Niels Andersen, Laurits Larsen e Jens Hajslund — Tiro
- Søren Jensen — Luta